# I (EP de Meshuggah)
| Críticas profissionais | Críticas profissionais |
| Avaliações da crítica  | Avaliações da crítica  |
| Fonte                  | Avaliação              |
| ---------------------- | ---------------------- |
| AllMusic               | [ 1 ]                  |
| Kerrang!               | [ 2 ]                  |
| Pitchfork              | 8.3/10                 |
| Spin                   | B+                     |
| Sputnikmusic           | [ 5 ]                  |

I é o quinto EP da banda sueca de metal extremo Meshuggah. Foi lançado em 13 de julho de 2004 pela Fractured Transmitter Recording Company. Uma reedição remasterizada foi lançada em 30 de setembro de 2014.

## Contexto
O baterista do Meshuggah, Tomas Haake, disse sobre o EP: "Aquela faixa inteira foi escrita e gravada aleatoriamente. Eu e Fredrik apenas improvisávamos em algo, e quando encontrávamos algo que fosse meio legal, ele entrava na sala de controle. Eu apenas gravava bateria e não havia um padrão definido, eu apenas me afastava do padrão, mas continuava naquela vibe. Então tivemos que registrar tudo e ir compasso por compasso para gravar as guitarras depois, porque tudo é aleatório." Thordendal postaria mais tarde o gráfico da primeira parte da música em sua conta do Instagram.
Haake comentou mais tarde que a música foi "originalmente gravada para a gravadora Fractured Transmitter de Jason Popson" e que foi a "'única' para a qual a Nuclear Blast nos deu sinal verde — já que tínhamos contrato com eles."